# Borislaw Scharaliew
Borislaw Angelow Scharaliew (bulgarisch Борислав Ангелов Шаралиев; * 22. August 1922 in Plowdiw; † 9. Mai 2002 in Sofia) war ein bulgarischer Filmregisseur.

## Leben
Scharaliew studierte an der Universität Sofia und an der Filmhochschule Moskau. Er arbeitete an den Boyana Film Studios und hatte dort eine leitende Funktion inne. Von 1972 bis 1980 war er Abgeordneter im Bulgarischen Parlament. 
Er gewann zahlreiche nationale und internationale Filmpreise. 1954 war er mit Lied vom Menschen für den Goldenen Löwen der Internationalen Filmfestspiele von Venedig nominiert. 1966 konnte er mit Ritter ohne Harnisch auf dem Festival eine Auszeichnung gewinnen. 1964 gewann er mit Vaskata eine Goldene Taube auf der Internationale Leipziger Dokumentar- und Kurzfilmwoche. Mehrfach gewann er mit Filmen die Auszeichnungen auf dem Filmfestival Goldene Rose so 1966 mit Vaskata und Ritter ohne Harnisch, 1970 mit Lebt wohl, Freunde!, 1971 mit Der unentbehrliche Sünder, 1980 mit Vsichko e lyubov und 1984 mit Boris I. Dabei wurde Boris I als bester Film ausgezeichnet.
Außerdem wurde er mit dem Dimitrow-Preis ausgezeichnet.

## Filmografie
- Pesen za choveka, 1954 (deutsch: Lied vom Menschen, 1955)
- Dve pobedi, 1956 (deutsch: Liebe, Auto und Musik, 1958)
- V tiha vecher, 1960 (deutsch: Gefahr, 1961)
- Dvama pod nebeto, 1962
- Vaskata, 1965, Kurzfilm
- Ritzar bez bronya, 1966 (deutsch: Ritter ohne Harnisch, 1967)
- Edin snimachen den, 1969
- Sbogom, priyateli!, 1970 (deutsch: Lebt wohl, Freunde!, 1970)
- Neobhodimiyat greshnik, 1971 (deutsch: Der unentbehrliche Sünder, 1972)
- Ochakvane, 1973 (deutsch: Erwartung, 1974)
- Apostolite, 1976 (auch Drehbuch)
- Zapiski po bulgarskite vastaniya, ab 1976, 13-teilige Fernsehserie (auch Drehbuch)
- Vsichko e lyubov, 1979
- Udarat, 1981
- Boris I, 1985
- Plyontek, 1991